# Weldon Spring Heights
Weldon Spring Heights es un pueblo ubicado en el condado de St. Charles en el estado estadounidense de Misuri. En el Censo de 2010 tenía una población de 91 habitantes y una densidad poblacional de 390,39 personas por km².

## Geografía
Weldon Spring Heights se encuentra ubicado en las coordenadas 38°42′18″N 90°41′8″O / 38.70500, -90.68556. Según la Oficina del Censo de los Estados Unidos, Weldon Spring Heights tiene una superficie total de 0.23 km², de la cual 0.23 km² corresponden a tierra firme y (0%) 0 km² es agua.

## Demografía
Según el censo de 2010, había 91 personas residiendo en Weldon Spring Heights. La densidad de población era de 390,39 hab./km². De los 91 habitantes, Weldon Spring Heights estaba compuesto por el 89.01% blancos, el 0% eran afroamericanos, el 0% eran amerindios, el 0% eran asiáticos, el 0% eran isleños del Pacífico, el 9.89% eran de otras razas y el 1.1% pertenecían a dos o más razas. Del total de la población el 9.89% eran hispanos o latinos de cualquier raza.